# ギョン・トウ

ギョン・トウ（姜濤、英語: Keung To ; 1999年4月30日-) は、香港のアイドル、歌手、俳優、タレントであり、ボーイバンド「MIRROR」のメンバー 。2019年6月、シングル『一號種籽』で姜濤名義でソロデビュー。

## デビュー
2018年: ボーイズグループでデビュー
姜濤（ギョン・トウ）は2018年に香港ViuTVが初めて主催した《Good Night Show 全民造星》(キングメーカー１) というアイドル選抜番組に参加。トップ10の決勝で審査員採点も観客投票も最高得点を獲得し優勝。その後同番組の参加者11名とMIRRORを結成しデビュー。
2019年ソロデビュー
姜濤はMIRRORの一員である同時に、ソロでも活躍を見せる。6月11日に初ソロ曲の《一號種籽》をリリース。同年9月にソロ曲《亞特蘭提斯》及び12月に《一天多一點》をリリースし、どちらも音楽チャートにランクイン。デビュー直後に音楽やミディアの賞を多数受賞。

## 代表曲
- 蒙著嘴說愛你
- Master Class
- Dear My Friend，
- 鏡中鏡
- 作品的說話

## アルバム
- 2019年「一號種籽」「亞特蘭提斯」「BMG - Be My Girl」「一天多一點」
- 2020年「蒙著嘴說愛你」「孤獨病」「愛情簽證申請」
- 2021年「Master Class」「Dear My Friend,」「愛不作聲」「特務肥姜2.0」「I Know」
- 2022年「鏡中鏡」「作品的說話」「風雨不改」(映画「ママの出来事」の主題歌)

(映画「ママの出来事」の他の曲)    
「今天只做一件事」
「愛回家」LEO KUとのコーラス

## 賞と表彰, 主な受賞
デビュー以来、この３年間に数々の賞や人気賞を50賞以上受賞。
- HK ViuTVの 《Good Night Show 全民造星》キングメーカー１　優勝　（2018年）
- ラジオ903HK主催のアルティメットソングチャートアワードにて

「最も人気のある男性歌手賞」（2020年・2021年）
「最もお気に入りの曲賞」（2020年 「蒙著嘴說愛你」・2021年 「Dear My Friend,」）
を2年連続獲得
- イギリスの雑誌タトラーアジアが「最も影響力のある人物」として紹介（2021年）
- 米国業界紙バラエティが選ぶ「今年ブレイクした海外スター2021」として紹介（2021年）

## 出演CM
HSBC、HSBC保険商品、マクドナルド、エスティローダー、資生堂、バーバリー、カルティエ、コカコーラ、森下仁丹Bifina Si 、エンポリオアルマーニ  、 ハーゲンダッツ ジャパン Häagen-Dazs  、LGエレクトロニクス 等
デビュー以来既に100社近くの広告に出演

## 俳優としてのキャリア
テレビドラマ
ViuTVHKのTVシリーズ作品 
「退休女皇」(2019年) 
「太平紋身店」(2021年) 
「超感應學園」(2021年)- 台湾のTVシリーズ作品に出演
「季前賽」(2022年に公開予定)

## 映画
「ママの出来事」キーレン・パン監督　―　フォン・チン役にて
2022年8月11に香港、シンガポール、マレーシア、 オーストラリア、ニュージーランドに正式リリース
英国 - 8 月 19 日、 米国、カナダ - 8 月 12 日、台湾 - 9 月 2 日に正式リリース
俳優して映画デビュー　
地元カフェで働きながら歌とダンスに情熱と才能を燃やす青年役
同作品は2022年大阪アジアン映画祭・コンペティション部門入選作品として大阪にて世界初上映　
同作品は2022年「シカゴアジア映画祭」が「オーディエンスチョイスアワード」を受賞
同作品は2022年「第24回台湾映画祭」
同作品は2022年「ニューヨーク アジア映画祭」

「My Heavenly City」(2023年予定)